# Filippo Tamagnini
Filippo Tamagnini (Ciudad de San Marino, 30 de enero de 1972) es un político sanmarinense que ha sido Capitán Regente (jefe de gobierno de San Marino) durante el período político de abril a octubre de 2011, y nuevamente desde octubre de 2023 hasta abril de 2024.

## Biografía
Tamagnini está casado con Tania Ercolani y tiene tres hijos. Vive en Falciano. Se graduó como topógrafo en el instituto técnico "Belluzzi" en Rímini, y más tarde se graduó en ingeniería de la construcción en la Universidad de Bolonia. Primero fue empleado de una empresa técnica privada, luego en 2000 se unió a la oficina de planificación, departamento de tierras, como experto en particular en el sector de la recuperación de carreteras e hidrogeología.
En el año 2000, Tamagnini se unió al Partido Demócrata Cristiano Sanmarinense y se convirtió en miembro del Consejo de Serravalle de 2003 a 2008. Durante 2008-2011 ocupó el cargo de capitán como reemplazo. En 2008 fue elegido para el Gran Consejo General, donde fue miembro de la Comisión de Salud y Territorio, de la Comisión Permanente de Asuntos de Justicia y de la Oficina de la Secretaría.